# Glenea japensis
Glenea japensis là một loài bọ cánh cứng trong họ Cerambycidae.